# Reptile House
Reptile House — американський панк-гурт з Балтимора, штат Меріленд.

## Історія
Гурт Reptile House існував у 1983-1987 роках.
Склад гурту:
- Деніел В. Штрассер (Daniel V. Strasser), він же Деніел Хіггс — вокал,
- Джо Голдсборо (Joe Goldsborough) — гітарист,
- Лі Панліліо (Leigh Panlilio) — басист,
- Лондон Мей (London May) — барабанщик.

У 1985 році цей оригінальний склад гурту випустив мініальбом із 4 піснями, I Stumble as the Crow Flies (7" вінілова платівка), на лейблах Dischord/Druid Hill. 
Пізніший склад гурту включав гітариста Ейсу Осборна (Asa Osborne).
Восени 1988 році гурт Reptile House випустив повноформатний альбом Listen To The Powersoul на балтіморському лейблі Merkin Records.
Мініальбом I Stumble as the Crow Flies був перевиданий на лейблі Dischord Records 16 листопада 2010 року.

## Інші проекти учасників гурту
Лондон Мей приєднався до гурту Гленна Данзіга (Glenn Danzig), Samhain.
Ейса Осборн об’єднався з Деніелем В. Штрассером (Деніелем Хіггсом), щоб створити Lungfish у 1988 році.
У 2010 році гітарист Джо Голдсборо приєднався до групи Gag School.

## Дискографія

### Альбоми
- 1985: I Stumble as the Crow Flies (мініальбом, вініл, 7")
- 1988: Listen to the Powersoul